# Ли Вэйхань
Ли Вэйха́нь (кит. трад. 李維漢, упр. 李维汉, пиньинь Lǐ Wéihàn); 2 июня 1896 — 11 августа 1984) — один из основных руководителей Коммунистической партии Китая во время её становления.

## Биография
Родился в семье сельского интеллигента. В 1916 году Ли был принят в Первый Хунаньский Нормальный Университет. В 1919 году поехал учиться во Францию, где принял марксистскую идеологию. В июне 1922 года вместе Чжоу Эньлаем и Чжао Шиянем участвовал в создании коммунистической партии китайской молодежи, учащейся в Европе. В ней Ли отвечал за организационную работу.
После Пленума 7 августа Ли вошёл в состав Постоянного комитета Политбюро КПК от провинции Цзянсу (и Шанхая). Был секретарём и стал одним из главных лидеров. В 1931 году поехал учиться в СССР, в Москву. В 1933 году вернулся, приступил к работе в Цзянси. В 1934 году женился на Цзинь Вэйин, бывшей жене Дэна Сяопина.
Вместе с женой участник Великого похода, где был командующим и политкомиссаром колонны «Красный орден».

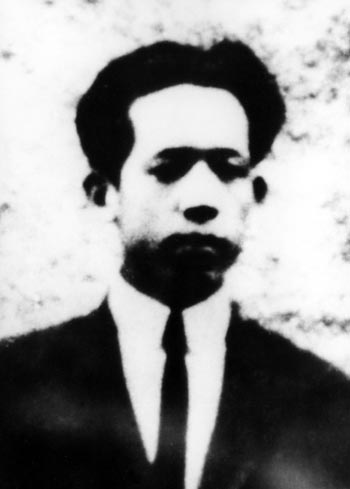
Ли Вэйхань в юные годы

Ли Вэйхань был первым директором Партийной школы при ЦК Коммунистической партии Китая, высшего учебного центра для партийных работников и руководителей. Ли служил в качестве её директора с 1933 по 1935 и вновь с 1937 по 1938. Он был членом 6-го Политбюро Коммунистической партии Китая. С сентября 1942 года по июнь 1946 года — член Северо-Западный Бюро ЦК КПК, работал генеральный секретарем в правительстве Нинсяйского Пограничного района.
В 1949—1953 гг. — генсек правительственного админсовета центрального народного правительства, первый в этой должности (преемником его стал Си Чжунсюнь).
В мае 1951 стоял во главе китайской делегации на переговорах с Тибетом, в то время Ли исполнял обязанности председателя комитета по делам национальностей Государственного административного совета.
С 1982 года занимал пост вице-председателя Центральной комиссии советников КПК, президентом которой был Дэн Сяопин.

## Семья

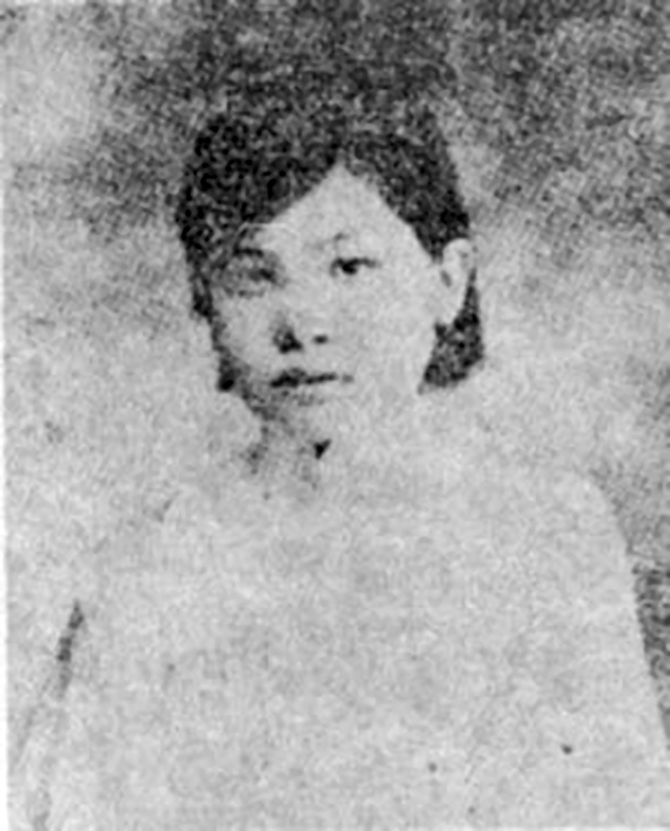
Цзинь Вэйин, жена Дэн Сяопина, а позднее Ли Вэйханя

- Жена — Цзинь Вэйин (кит. 金维映, ранее Цзинь Айцин (при рождении), Цзинь Чжичэн (партийное имя)), коммунистка с 1926 года, вторая жена (с 1931) Дэн Сяопина, в 1933 порвала с Дэном после его партийной проработки и покаяния. С 1938 на партийной учёбе в Москве, затем переведена в секретную Китайскую партийную школу в Кучино, в начале 1940 начали проявляться признаки умопомешательства, погибла, по-видимому, при эвакуации психиатрической больницы на станции Столбовая под Подольском осенью 1941 года[3].
  - Сын — Ли Теин (род. 1936), член КПК.